# Amenhotep
| i | mn · n | R4 | A1 |

| i | mn · n | R4 | A1 |

El nombre Amenhotep (ỉmn-ḥtp; “Amón está satisfecho”) era un nombre del Antiguo Egipto, también conocido en los textos griegos como Amenofis, Amenoftis, Ammenofis, Amofis, Amenofe, Amenemofe o Amenemofis, puede referir a:...
Hijo de Ramsés II, poco se sabe de él, tampoco se tienen ilustraciones de su persona debido a que por los tiempos y/o hechos, habría sido este el primogénito fallecido en la décima plaga nombrada en el éxodo. Tras la muerte de este, el sucesor de Ramsés II sería Merneptah, faraón que gobernaría en los nuevos tiempos de la decadencia del imperio egipcio.

## Faraones egipcios de la dinastía XVIII
Amenhotep en los nombres de faraones:
- Amenhotep I (Amenofis I), Dyeserkara Amenhotep, que reinó de c. 1525 a 1504 a. C., siguiendo la estela de su padre el rey Ahmose y cimentando el naciente Imperio egipcio.
- Amenhotep II (Amenofis II), Aajeperura Amenhotep, que reinó durante los años 1427 y 1401 a. C., quien, junto a Thutmose III, llevaría el país a su máxima extensión a victorias sin igual contra los otros reinos.
- Amenhotep III (Amenofis III), Nebmaatra Amenhotep, que reinó entre 1390 y 1352 a. C.; el faraón que tuvo el honor de disfrutar de una época de calma, paz y riqueza sin igual.
- Amenhotep IV (Amenofis IV), Neferjeperura Amenhotep, o Neferjeperura Ajenatón, que reinó entre 1353 y 1338 a. C., el hijo del anterior, mucho más conocido como Akenatón.

## Príncipes egipcios
- Amenhotep, hijo de Sebekhotep IV (dinastía XIII), nombrado en un cartucho (ahora en El Cairo).
- Amenhotep, hijo de Amenhotep II (dinastía XVIII).
- Amenhotep (dinastía XVIII), su tumba fue encontrada en la tumba QV82 junto a una tal Minemhat; se desconocen sus relaciones familiares.
- Amenhotep V, hijo de Ramsés II (dinastía XIX), ocupa el lugar 14º en la lista de príncipes

## Nobles egipcios
- Amenhotep, hijo de Hapu, sabio egipcio que vivió durante el reinado de Amenhotep III, siendo el máximo responsable de las obras arquitectónicas de la época y que sería deificado en la época ptolemaica.
- Amenhotep (dinastía XX), sumo sacerdote de Amón.
- Amenhotep-Huy (Virrey de Kush), virrey de Kush y supervisor de todas las obras de Amenhotep III (dinastía XVIII), tumba n.º 28 en la necrópolis de Asasif.
- Amenhotep Huy, mayordomo jefe de Menfis bajo Amenhotep III (dinastía XVIII).
- Amenhotep, hijo de Yuti, chambelán bajo Amenhotep III (dinastía XVIII).
- Amenhotep, sumo sacerdote (dinastía XX).
- Amenhotep, padre de la reina Kakat (dinastía XXIII).

- Datos: Q462601
- Multimedia: Amenhotep (given name) / Q462601